# Strongylodesmus geddesi
Strongylodesmus geddesi är en mångfotingart som beskrevs av Pocock 1909. Strongylodesmus geddesi ingår i släktet Strongylodesmus och familjen Rhachodesmidae. Inga underarter finns listade i Catalogue of Life.